# 신주쿠 노무라 빌딩
신주쿠 노무라 빌딩(일본어: 新宿野村ビルディング)은 일본 도쿄도 신주쿠에 있는 고층 건물이다. 지상 50층, 높이 209m의 건물로 신주쿠 센터 빌딩과 지하 통로를 통해 연결되어 있다.

## 같이 보기
- 일본의 마천루 목록
- 도쿄도의 마천루 목록